# Альпатлауак
Альпатлауак (исп. Alpatláhuac) — небольшой город в восточной части Мексики, на территории штата Веракрус. Административный центр муниципалитета Альпатлауак.

## Географическое положение
Альпатлауак расположен на западе центральной части штата, к северо-востоку от вулкана Орисаба, на расстоянии приблизительно 46 километров к юго-юго-западу (SSW) от города Халапа-Энрикеса, административного центра штата. Абсолютная высота — 1855 метров над уровнем моря.

## Население
Согласно данным, полученным в ходе проведения официальной переписи 2005 года, в городе проживало 1167 человек (526 мужчин и 641 женщина). Насчитывалось 248 домов. По возрастному диапазону население распределилось следующим образом: 42,8 % — жители младше 18 лет, 48,4 % — между 18 и 59 годами и 8,8 % — в возрасте 60 лет и старше. Уровень грамотности среди жителей старше 15 лет составлял 89,5 %.
По данным переписи 2010 года, численность населения Альпатлауака составляла 1181 человек. Динамика численности населения города по годам:
| 2000 | 2005 | 2010 |
| ---- | ---- | ---- |
| 1038 | 1167 | 1181 |